# يورد جوبيث كوموري
يورد جوبيث كوموري (النطق الويلزي: [ˈɨrð ˈɡɔbaɪθ ˈkəmrɨ]) (المعروفة باسم Urdd) هي منظمة وطنية تطوعية للشباب، تضم أكثر من 56000 عضوًا في عام 2019م[بحاجة لمصدر] تتراوح أعمارهم بين 8 و 25 عامًا. يوفر فرصًا للأطفال والشباب في جميع أنحاء ويلز للمشاركة في مجموعة من الخبرات من خلال وسط ويلز.
يوجد في يورد جوبيث كوموري أيضًا 5 مراكز سكنية للأطفال والشباب في جميع أنحاء ويلز. الهدف الرئيسي هو ضمان منح جميع الشباب في ويلز الفرصة، من خلال وسيط الويلزية، للعب دور بناء في المجتمع، وتنمية المهارات الشخصية والاجتماعية. حتى عام 2019، شارك 4 ملايين طفل وشاب مع يورد بشكل أو بآخر.
يورد ناشونال استيدفود (الويلزية: Eisteddfod Genedlaethol Urdd Gobaith Cymru أو Eisteddfod Genedlaethol yr Urdd) هو مهرجان سنوي للشباب باللغة الويلزية للأدب والموسيقى والفنون المسرحية ينظمه يورد جومبيث كوموري. يمكن القول إن أكبر مهرجان للشباب في أوروبا، يقام عادةً خلال الأسبوع الأخير من شهر مايو، بالتزامن مع عطلة نصف الفصل الدراسي في المدارس.

## التاريخ
تم تأسيس يورد جوبيث كوموري (أو "Urdd Gobaith Cymru Fach") بواسطة السير إيفان أب أوين إدواردز في عام 1922. كان هدفه حماية اللغة الويلزية في عالم تهيمن فيه اللغة الإنجليزية على كل جانب من جوانب الحياة خارج المنزل. في عدد من مجلة «مصنع كامرور» في عام 1922 قال السير إيفان، «في هذه الأيام، في العديد من القرى وفي معظم البلدات في ويلز، يلعب الأطفال ويقرؤون باللغة الإنجليزية. لقد نسوا أنهم من ويلز».
وناشد أطفال ويلز للانضمام إلى منظمة جديدة توفر الفرص من خلال وسيط ويلز، ونتيجة لذلك، تم تأسيس يورد جوبيث كوموري.
بعد ما يقرب من قرن من الزمان، أصبح لدى يورد جوبيث كوموري، منظمة الشباب الرئيسية في ويلز، أكثر من 56000 عضو ينتمون إلى أكثر من 900 فرع يشاركون في مجموعة واسعة من الأنشطة. يتم تنفيذ العمل بمساعدة 260 موظفًا و 10000 متطوع. تم تعيين الرئيس التنفيذي في عام 2015 للمضي قدمًا في الذكرى المئوية لعام 2022 المتبقية في عام 2017 بعد أن اتخذ الأمناء إجراءً عقب تعبير الموظفين عن عدم إيمانهم بقدراتها. الرئيس التنفيذي الحالي لأورد جوبيث كامرو هو سيان لويس.

## الرياضة
يستضيف قسم الرياضة في يورد مجموعة واسعة من النوادي الرياضية المجتمعية والأحداث الرياضية الوطنية للأطفال والشباب عبر وسط ويلز. في عام 2019، مُنع الأولاد في مهلة قصيرة من المشاركة في كرة الشبكة في مهرجان الرياضة الوطني يورد.

السيد يورد (السيد Urdd) هو تجسيد للشعار المثلث الأحمر والأبيض والأخضر لأورد جوبيث كومرو.

يعمل في قسم الرياضة، بدعم من رياضة ويلز، الآن 20 موظفًا ويدرب أكثر من 1000 متطوع سنويًا. وقد مكن هذا المنظمة من تقديم أنشطة منتظمة للأطفال والشباب، مع 150 ناديًا رياضيًا يقام أسبوعياً في جميع أنحاء البلاد، ويحضر أكثر من 11000 طفل.

## المراكز السكنية
قالوا إن 47000 شخص زاروا مخيمات يورد سنويًا. في عام 2018، حضر أكثر من 2 مليون شاب واحدًا أو أكثر من مراكز يورد السكنية. الهدف من هذه المراكز هو إنشاء مساحات توفر فرصًا للأطفال والشباب والكبار للعيش والتعليم والتواصل الاجتماعي في بيئة ويلزية آمنة ومرحبة. في عام 2019، خصصت الحكومة الويلزية 5.5 مليون جنيه إسترليني إلى Glan-Llyn و Llangrannog لتطوير المراكز.

## رسالة السلام والنوايا الحسنة
في كل عام منذ عام 1922، يكتب أطفال وشباب ويلز رسالة سلام وحسن نية يرسلونها إلى أطفال وشباب العالم في يوم النوايا الحسنة، 18 مايو.
منذ عام 1955، كان يورد جوبيث كوموري مسؤولاً عن ترتيب كتابة الرسالة ومشاركتها كل عام.

## روابط اضافية
- Official website in English
- Official website in Welsh